# Karel Hubáček
Karel Hubáček (23. února 1924 Praha – 23. listopadu 2011 Liberec) byl český architekt. Jako jeden z nejuznávanějších architektů současnosti a jako jediný z architektů v České republice získal za svůj nejznámější návrh – televizní vysílač a hotel na Ještědu nad Libercem – od Mezinárodní unie architektů v roce 1969 Perretovu cenu.

## Život

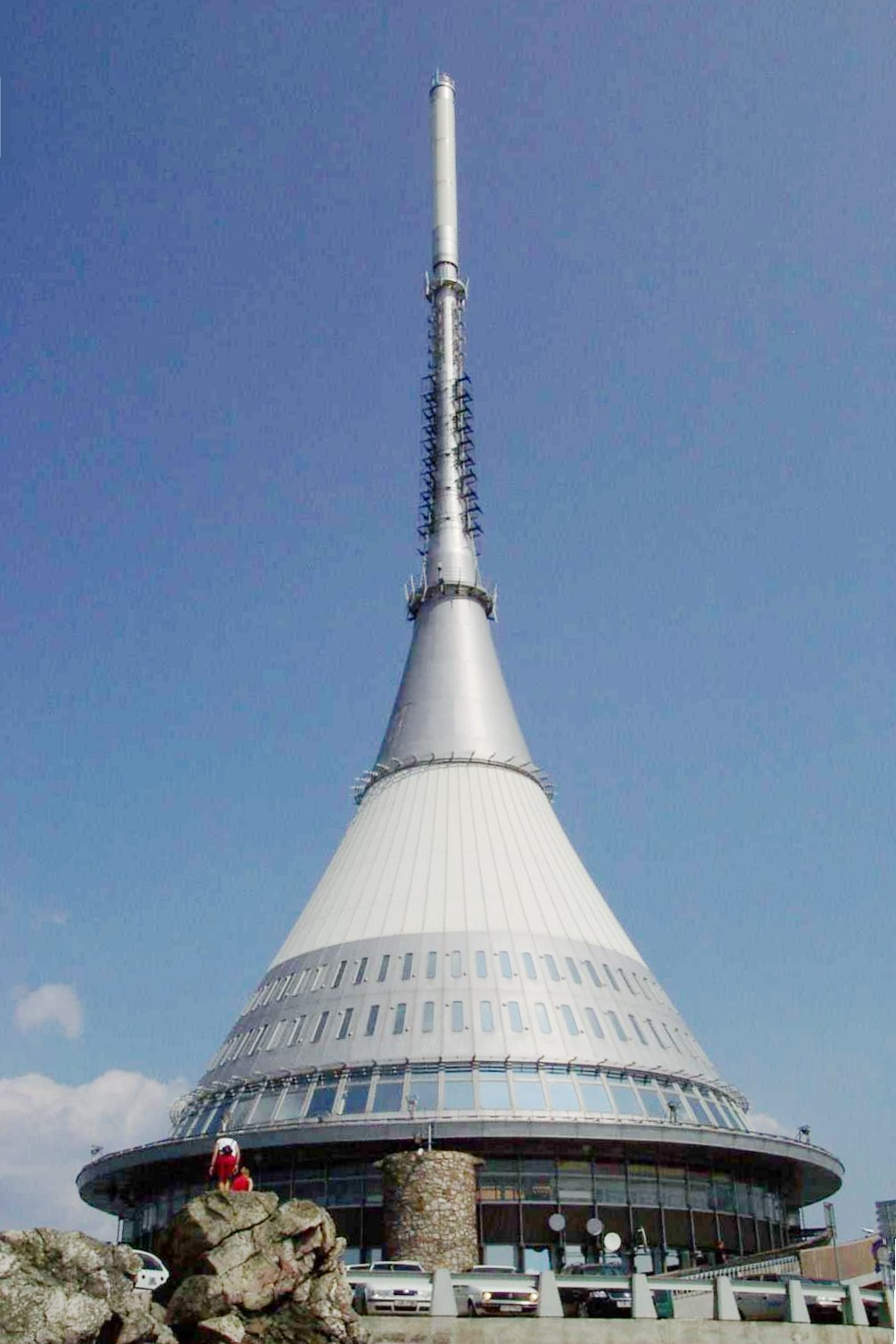
Jedna z nejznámějších realizací Karla Hubáčka – televizní vysílač s hotelem na Ještědu.

Narodil se 23. února 1924 v Praze. Dětství a mládí prožil v pražské čtvrti Nusle, v Jaurisově ulici. Jeho otec Karel Hubáček byl zaměstnancem vlakové pošty a pobýval často pracovně mimo domov. Kromě matky se tak na jeho výchově podílel hlavně dědeček z matčiny strany Josef Mikeš, který byl redaktorem Práva lidu a všechen svůj volný čas věnoval svému vnukovi. Mladý Karel Hubáček navštěvoval v rodné čtvrti nejprve obecnou školu a později reálné gymnázium. Dějiny ho vyučoval profesor Václav Černý, který zde tehdy působil na gymnáziu spolu s dalšími pedagogy, z nacisty uzavřených vysokých škol.
V roce 1943 maturoval a poté byl nasazen na nucené práce do Německa. Nejprve pracoval v továrně na letecké součástky Askania Werke v Berlíně. Poté, co byla po bombardování města výroba přestěhována do solných dolů, pracoval na stejných zakázkách spolu se sovětskými válečnými zajatci. Za těchto okolností se formovala jeho povaha, v níž se projevovala hlavně statečnost, odvaha a vůle vyrovnat se s obtížnými životními situacemi. V roce 1945 se vrátil do Prahy a na obrněném vlaku se zúčastnil Pražského povstání.
Po skončení války chtěl dále studovat, ale nebyl rozhodnut pro žádný konkrétní obor. Krátká zpráva, že České vysoké učení technické v Praze přijme studenty architektury, rozhodla o jeho dalším směřování. Byl přijat ke studiu a jeho profesory se stali výteční architekti meziválečné éry, jakými byli např. Oldřich Starý, Josef Kittrich, Karel Honzík nebo Josef Havlíček. Studia na Fakultě architektury a pozemního stavitelství ČVUT Praha ukončil získáním diplomu a odešel na dva roky na vojnu.
V roce 1951 získal zaměstnání v Krajském projektovém ústavu pro výstavbu měst a vesnic v Liberci, kam se, již jako ženatý muž, přestěhoval. V tomto projektovém ústavu pak pracoval do roku 1968, kdy se stal spoluzakládajícím členem architektonického studia SIAL (Sdružení inženýrů a architektů v Liberci). Toto sdružení si kromě jiného vytklo za cíl vychovávat mladé nadějné architekty a pomáhat jim v jejich práci. K tomuto účelu sloužila Školka SIAL, vedená architektem Miroslavem Masákem. V letech 1972–1989 pracoval Karel Hubáček ve Stavoprojektu Liberec. V období 1990–1991 byl ředitelem SIAL, se kterým spolupracoval až do roku 2000. Mezitím, v roce 1993, získal čestný doktorát technických věd na ČVUT v Praze. V letech 1994–1997 byl vedoucím katedry architektury na Fakultě umění a architektury TU v Liberci. V roce 1995 se habilitoval jako docent na VŠUP v Praze.

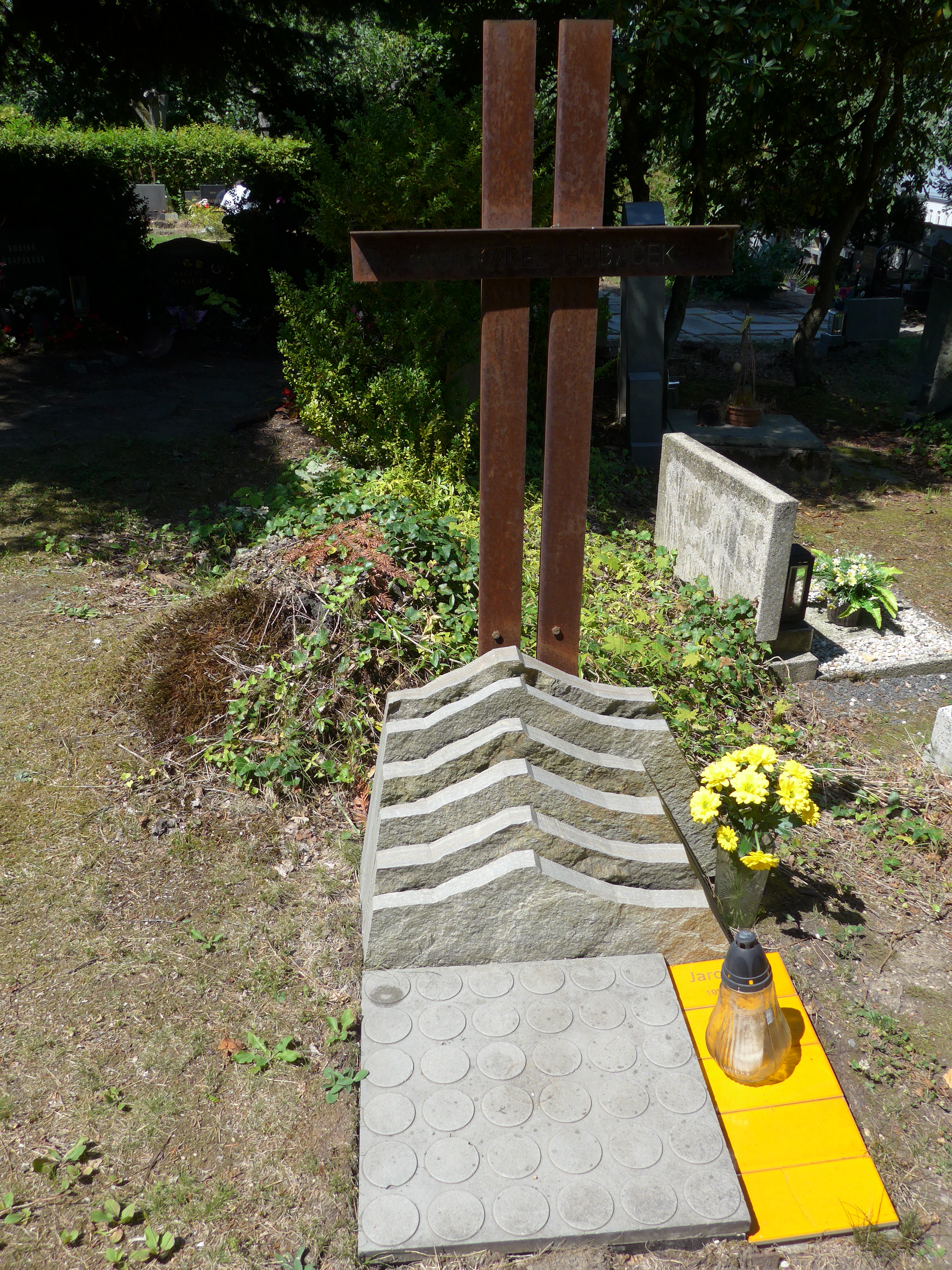
Hrob Karla Hubáčka a jeho manželky

Se svojí ženou, která pracovala jako kustodka v Oblastní galerii, měl dva syny, z nichž jeden vystudoval strojařinu a druhý jadernou energetiku. Podstatnou část svého života prožil v Liberci, kde také tvořil svá díla a předával zkušenosti svým kolegům i mladým, začínajícím architektům. Tam také po dlouhé a těžké nemoci 23. listopadu 2011 zemřel. Bylo mu 87 let.

## Dílo

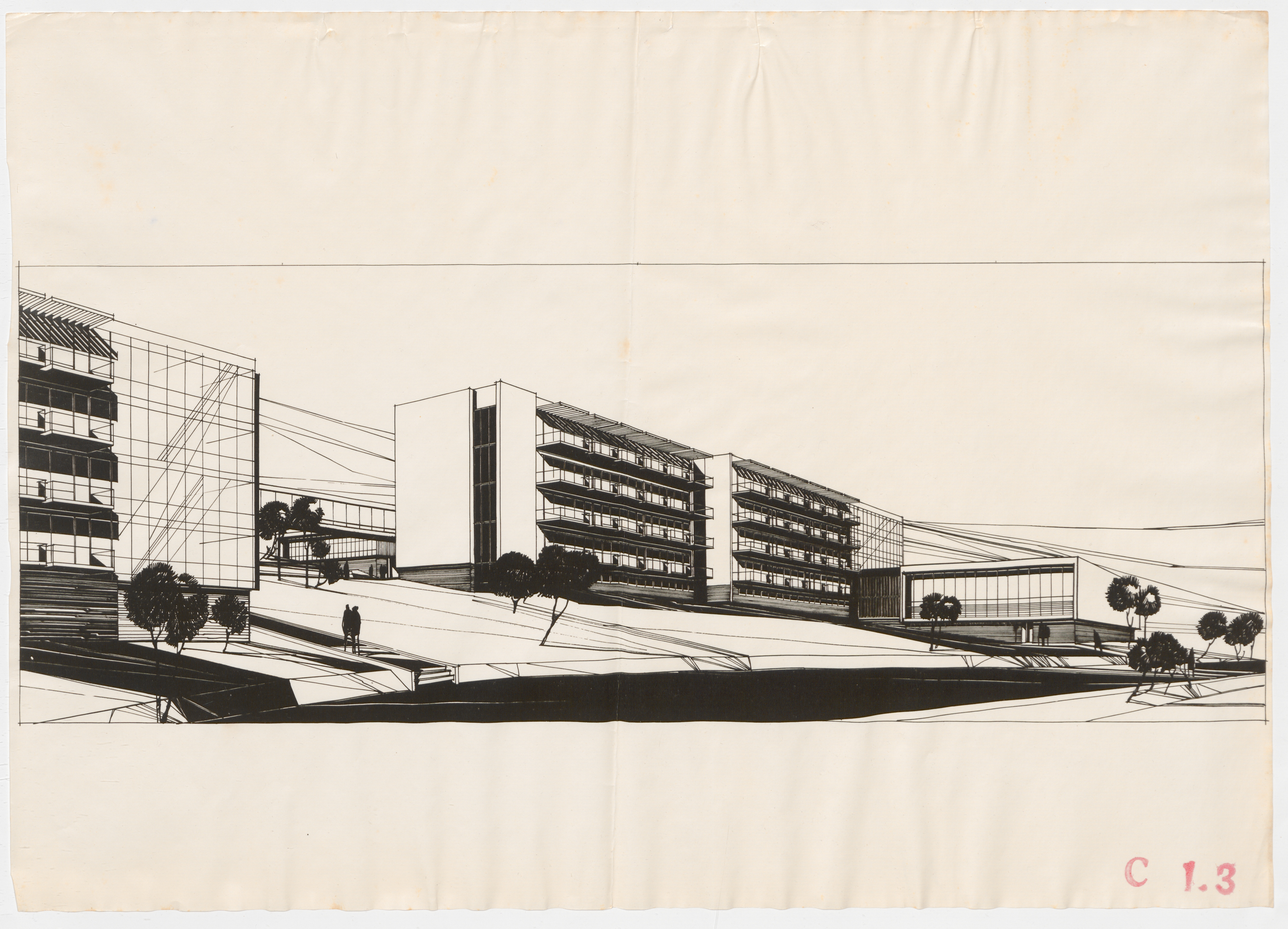
Projekt dostavby vojenského rehabilitačního ústavu Slapy (SOA Praha).

Karel Hubáček, jako většina architektů té doby, obdivoval meziválečný funkcionalismus, ale rozhodl se jít vlastní cestou. Chtěl navrhovat stavby, které by mohly „morálně přežít i delší dobu, aniž by urážely vkus příštích generací“. Nechtěl vytvářet uniformní, typizovanou architekturu, která pracuje s již hotovými částmi. Byl velice činorodý, navrhoval školy (Nový Bor, Jablonec nad Nisou, Zákupy, Jenišovice, Studenec), tovární a montážní haly (Rýnovice, Mnichovo Hradiště, Hlinsko), loděnici (Boletice), sídliště (Roudnice nad Labem, Šenov, Šumbark) a kina (Doksy, Železný Brod).
V roce 1963 navrhl svoji nejznámější stavbu hotel a televizní vysílač na Ještědu. Porušil tím však zadání soutěže, které požadovalo dva samostatné objekty – hotel a televizní vysílač. S odvahou vyprojektoval jedinou stavbu, v architektuře dosud nepoužitého tvaru, rotačního hyperboloidu. Stal se tak v tehdejším Československu průkopníkem architektonického směru zvaného mašinismus, předchůdce směru hi-tech v architektuře. V roce 1969 mu Mezinárodní unie architektů (UIA) za projekt hotelu s vysílačem Ještěd udělila Perretovu cenu.
Porota při svém rozhodnutí udělit cenu Auguste Perreta arch. Karlu Hubáčkovi ocenila především pokrokové technické řešení stavby a, jak se uvádí ve zdůvodnění tohoto rozhodnutí, "harmonii, s níž se pojí s okolní krajinou, vytříbenost siluety a vynalézavé použití konstrukčních prostředků". Český architekt tak poprvé a zatím naposledy získal prestižní cenu, kterou byli oceněni přední světoví tvůrci jako Hans Scharoun (1965), Richard Rogers a Renzo Piano (1978), Norman Foster (2002) nebo Šigeru Ban (2011).
Přes značné potíže při realizaci stavby, byl 21. září 1973, hotel a televizní vysílač Ještěd předán k užívání. Na úspěchu stavby  měl velký podíl statik Zdeněk Patrman, který dodatečně navrhl originální kyvadlo, potlačující příčné kmity vertikální stavby. Součástí objektu se stala i umělecká díla předních českých výtvarníků.

### Významné projekty a realizace

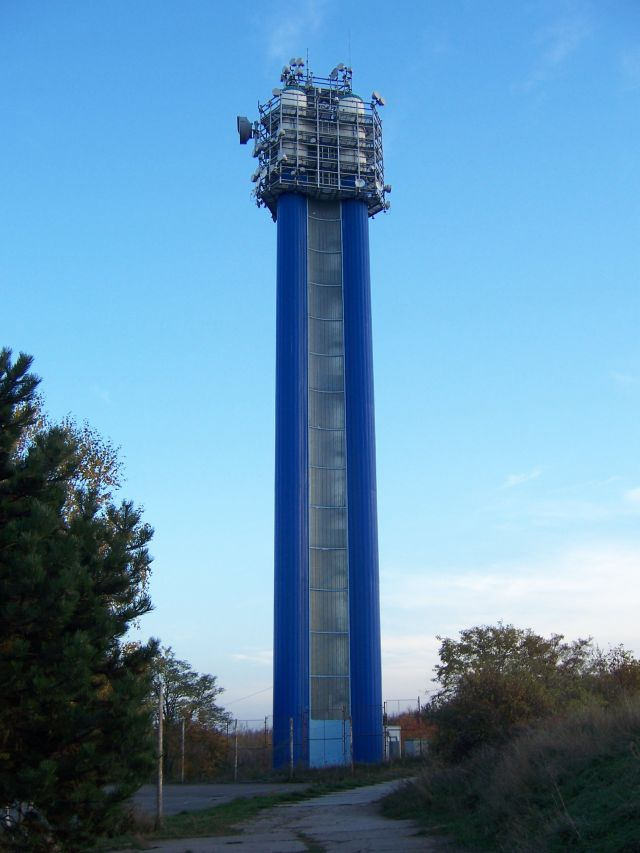
Jedna z realizací Karla Hubáčka: Vodárenská vyrovnávací věž Děvín v Praze

- 1960 – vlastní montovaný rodinný dům, Alšova 454, Liberec
- 1957–1963 – Kino Máj, Doksy (s Vlastislavem Kolářem a Františkem Dvořákem)
- 1965–1973 – Vysílač a hotel na Ještědu, Liberec (s konstruktéry Zdeňkem Zachařem a Zdeňkem Patrmanem, interiéry restaurace a hotelu řešil Otakar Binar)
- 1972–1977 – Vodárenská vyrovnávací věž Děvín, Praha – Dívčí hrady
- 1973–1979 – Meteorologická věž, Praha-Libuš
- 1974–1977 – Vysílač v Adenu, Jemen (s Daliborem Vokáčem a Zdeňkem Patrmanem)
- 1977–1986 – Kulturní dům s koncertní síní, Teplice (kolonáda Otakar Binar)
- 1979 – Obchodní dům Ještěd, Liberec (s Miroslavem Masákem)
- 1985–1994 – spolupráce na přestavbě divadla Husa na provázku, Brno (hlavní autor Václav Králíček, spoluautor Jiří Hakulín)
- 1996–1999 – přestavba a dostavba domu pro divadlo DAMU, Praha (s Jiřím Hakulínem)

Typickými znaky Hubáčkovy práce jsou skleněné fragmentované kopule (kulturní dům Teplice), podlouhlý tvar oken (vysílač Ještěd) apod.

### Ocenění
Za svoji tvorbu získal autor řadu ocenění i poct. K těm nejvýznamnějším patří:
- 1969 – Cena Auguste Perreta (Auguste Perret Prize), udělená Mezinárodní unií architektů za Vysílač a hotel na Ještědu,
- 1989 – Grand Prix na světovém bienále Interarch v Sofii,
- 1993 – Čestný doktorát (čestný doktorát technických věd) na ČVUT v Praze,
- 1996 – cena Herder-Preis, udělená vídeňskou univerzitou,
- 1996 – Cena za celoživotní dílo udělovaná v rámci soutěže Grand Prix architektů 95, pořadatel Obec architektů ČR[6],
- 2001 – Medaile za zásluhy II. stupně, udělená prezidentem České republiky;[7]
- 2005 – Pocta České komory architektů za celoživotní dílo a za morálně pevné postoje,
- 2006 – Pocta hejtmana Libereckého kraje.

### Závěr
Karel Hubáček se svým dílem, spojujícím estetiku a techniku, zařadil mezi nejvýznamnější české architekty poválečného období a svojí skromností a odvahou inspiroval jednu generaci architektů, kteří spolu s ním pracovali v architektonickém studiu SIAL. Kromě Martina Rajniše to byli např. Jiří Suchomel, Emil Přikryl a další, kteří dnes jako uznávaní autoři a pedagogové předávají jeho poselství dál.